# بروس هاوكر
بروس هاوكر (بالإنجليزية: Bruce Hawker)‏ هو شخصية أعمال أسترالي وبريطاني، ولد في 18 أغسطس 1955 في إدنبرة في المملكة المتحدة.